# 3130 Hillary
3130 Hillary è un asteroide della fascia principale interna. Scoperto nel 1981, presenta un'orbita caratterizzata da un semiasse maggiore pari a 2,4663143 UA e da un'eccentricità di 0,2001765, inclinata di 4,21294° rispetto all'eclittica.
Fa parte della famiglia di asteroidi Nisa.
L'asteroide è dedicato all'esploratore neozelandese Edmund Hillary.